# 新浦級潛艇
新浦級潛艇是北韓研發的彈道導彈潛艦，目前已有大量證據證明存在，但詳細資料並不確實，美國軍事專家根據北韓建造能力推測其性能諸元，並認為其有可能搭載兩枚短程彈道導彈並從水下發射的能力，其性能與安理會諸國的核動力彈道潛艦相比均落後甚多，但解決了「有無」問題，讓北韓在東北亞一帶成為不可忽視的力量。縱使這種潛艦的性能不算先進一流，但只要能行駛到南韓東方或日本海以偷襲方式發射一枚短程彈道核武，就算命中精度不高；威力也不強，卻能對戰局和雙方士氣產生極大影響，能隨時毀滅日本或韓國一兩座大城市造成百萬人死傷的能力，在談判桌上都是有利的籌碼，也就是一種有限核威懾或有限二次反擊能力。
中国中央电视台曾於2015年2月份就披露北韓進行一種潛射平台的試驗，當時南韓方情報也確認有一種固定式平台；上載有潛射冷彈出的試驗裝置被安放在近海海底數米，並連續彈出了幾枚假彈進行試射，若彈射成功、解決空中點火的問題，等於就克服了潛射彈道導彈的全部主要科技，剩下的就只有性能問題和攻擊力強弱問題而已。其實這種安放於北韓近海的海底而不需要真正從潛艇發射的固定式「潛射發射井」，都具有巨大核威攝力量，因為這些永不會被衛星偵測的水下固定平台很可能在空襲甚至核打擊後還能繼續存活，只要少少幾枚就能對南韓進行完全毫無時間作預警防禦的核武攻擊。
2015年5月國際新聞首次曝光金正恩出現並視察該艦的實彈潛射試驗，法新社指出，若試射屬實，北韓發展潛射彈道導彈的進展遠快於預期。南韓聯合通訊社說，若北韓已有此種能力，意謂北韓海軍的打擊能力至少領先南韓10年，導彈可能是來自北韓秘密購買前蘇聯製SS-N-6潛射彈道導彈改裝。
2016年8月24日，從東岸新浦海域，往東面日本海試射一枚北極星一號潛射彈道導彈（SLBM），導彈飛行500公里後落入海中，是北韓的潛射導彈首度進入日本防空識別區。